# L Festival del Huaso de Olmué
El L Festival del Huaso de Olmué es un certamen musical que se realizó entre el jueves 17 y el domingo 20 de enero de 2019 en el parque El Patagual, ubicado en Olmué, Chile.
Es transmitido por el canal TVN, que se adjudicó la licitación hasta 2020 y por la señal internacional TV Chile. En radio se transmitió por Radio Bío-Bío.

## Artistas

### Musicales
- Chico Trujillo
- Guachupé
- José Feliciano
- Silvestre
- Illapu
- Movimiento Original
- Pimpinela
- La Combo Tortuga

### Humor
- Rodrigo "Altoyoyo" Vásquez
- Belén "Belenaza" Mora
- Chiqui Aguayo
- Juan Pablo López

## Programación y desarrollo

### Día 1 - jueves 17 de enero
| N.º | Nombre | Género/Tipo                         | Lista de temas/Rutina |
| --- | --- | ----------------------------------- | --- |
| O   | Homenaje a los 50 años del festival (Ballet Folclórico de Rancagua, Ballet Folclórico de La Florida, Compañía Valero, Compañía Luces de Broadway, Javier Chávez, Mara Sedini, Jazmín Gómez y Juan Ángel) | Obertura                            | Ver lista 1. «Viva Chile» 2. «Tonada de primavera» 3. «La fiesta del pescador» 4. «Voy navegando, navegando» 5. «Arriba en la cordillera» 6. «Sube a nacer conmigo hermano» |
| 1   | Chico Trujillo | Banda de nueva cumbia y bolero      | Ver lista 1. Varga Varga 2. Así es que vivo yo 3. Medallita 4. Pobre caminante 5. Tus besos son 6. Pájaro Zinzontie 7. A mi negra 8. El eléctrico 9. El conductor 10. No me busques 11. Loca 12. Chatito 13. Polluelo 14. Reina de todas las fiestas 15. Gran pecador 16. La fiesta de San Benito 17. La escoba |
| 2   | Rodrigo "Altoyoyo" Vásquez | Humor                               | Humor |
| 3   | Miguel Ángel Pellao y Grupo Kantarauco | Competencia folclórica (1.er grupo) | «Del ñielol vienen bajando» |
| 4   | Marcela Moreira y La Bandurria | Competencia folclórica (1.er grupo) | «Fecundidad» |
| 5   | Poulette Santis Olivares | Competencia folclórica (1.er grupo) | «Mar y Tierra» |
| 6   | Los Huasos Corraleros de Santiago | Competencia folclórica (1.er grupo) | «Por 50 años de gloria» |
| 7   | Guachupé | Banda de cumbia, ska y rock latino  | Ver lista 1. Euforia 2. Es mi vida (cover Salvatore Adamo) 3. Cuando quieras 4. Todo va lento 5. Hotel Sevilla 6. El club del amigo (con Juan Ayala) 7. Pasen la pelota 8. Vamos 9. Corten |

### Día 2 - viernes 18 de enero
| N.º | Nombre                                | Género/Tipo                                 | Lista de temas/Rutina |
| --- | ------------------------------------- | ------------------------------------------- | --- |
| O   | Homenaje a los creadores del festival | Obertura                                    | Ver lista - Charles Guzmán - Hugo Arellano - Ricardo Ghiorzi - Washington Altamirano - Hugo Quinteros |
| 1   | José Feliciano                        | Cantautor de pop latino, soft rock y bolero | Ver lista 1. Paso la vida pensando 2. Billie jean (cover Michael Jackson) 3. Porqué te tengo que olvidar 4. No podrás olvidar jamás 5. Lo que yo tuve contigo 6. Oye como va mi ritmo (cover Tito Puente) 7. Purple Haze 8. Rain 9. En mi viejo San Juan 10. Para decir adiós 11. Light my fire 12. Qué será |
| 2   | Belén "Belenaza" Mora                 | Humor                                       | Humor |
| 3   | Sergio Veas y Los Cuatrovientos       | Competencia folclórica (2.do grupo)         | «Tan solo soy un cantor» |
| 4   | Huasos del camino                     | Competencia folclórica (2.do grupo)         | «Mi niño se ha enamorado» |
| 5   | Horacio Hernández                     | Competencia folclórica (2.do grupo)         | «Cantor de velorio» |
| 6   | Ankaly                                | Competencia folclórica (2.do grupo)         | «Mágico encuentro» |
| 7   | Silvestre                             | Banda de cumbia, cueca y rock and roll      | Ver lista 1. Crazy amor 2. Escondido 3. Escenografia 4. Vestida de lobo 5. Plaza Italia 6. Ustedes dos 7. Traicion 8. Vengo |

### Día 3 - sábado 19 de enero
| N.º | Nombre | Género/Tipo                        | Lista de temas/Rutina |
| --- | --- | ---------------------------------- | --- |
| O   | Campeones de cueca (Windy Mendoza y John Cea, Roxana Morales y Matías Gaete, Martina Cortés y Felipe Sepulveda, María Segura y Reinaldo Campusano, Bianca Liberona y Steve Collao) | Obertura                           | Ver lista 1. «El marinero» 2. «Chicha de Curacaví» 3. «La rosa con el clavel» |
| 1   | Illapu | Grupo de música folclórica andina  | Ver lista 1. Copla de morenada 2. Las obreras 3. Lejos del amor 4. La partida (Víctor Jara) 5. Quien te salvará 6. Amigo 7. Paloma vuela de nuevo 8. Nuestro mensaje 9. Sobreviviendo 10. Morena esperanza 11. Baila caporal 12. Vuelvo para vivir 13. Candombe para José |
| 2   | Chiqui Aguayo | Humor                              | Humor |
| 3   | Marcela Moreira y La Bandurria | Competencia folclórica (Semifinal) | «Fecundidad» |
| 4   | Sergio Veas y Los Cuatrovientos | Competencia folclórica (Semifinal) | «Tan solo soy un cantor» |
| 5   | Horacio Hernández | Competencia folclórica (Semifinal) | «Cantor de velorio» |
| 6   | Miguel Ángel Pellao y Grupo Kantarauco | Competencia folclórica (Semifinal) | «Del ñielol vienen bajando» |
| 7   | Movimiento Original | Grupo de hip hop, rap y reggae     | Ver lista 1. Hoy me siento bien 2. Preparado 3. M.O. 4. Originala 5. AERSTAME (tema inédito) 6. Luz 7. Tren 8. STAILOK (a cappella) 9. Natural 10. Grandes pasos |

### Día 4 - domingo 20 de enero
| N.º | Nombre                                 | Género/Tipo                      | Lista de temas/Rutina |
| --- | -------------------------------------- | -------------------------------- | --- |
| O   | Homenaje a Lucho Gatica                | Obertura                         | Ver listaLocución: - Luis Gatica (hijo de Lucho Gatica) |
| 1   | Pimpinela                              | Dúo de balada y pop              | Ver lista 1. Esto no es amor / Yo que soy 2. Nunca más, olvídalo 3. Hermanos 4. Nunca más 5. Hay que estar 6. Como le digo 7. Dímelo 8. Decide 9. Olvídame y pega la vuelta 10. El amor no se puede olvidar 11. La familia 12. Amores que matan 13. Una estupida más 14. Cuanto te quiero |
| 2   | Juan Pablo López                       | Humor                            | Humor |
| 3   | Miguel Ángel Pellao y Grupo Kantarauco | Competencia folclórica (Ganador) | «Del ñielol vienen bajando» |
| 4   | La Combo Tortuga                       | Banda de nueva cumbia            | Ver lista 1. Tortuga Vacilona. 2. Soy Feo Pero Rico. 3. Cable A Tierra. 4. Caminemos ft. Movimiento Original. 5. Te Vuelvo A Ver. 6. Chico Pablo (Quiero Amanecer). 7. Cumbia De La Güena ft. Pollo (Santaferia)                                                                          |

## Competencia
El ganador de la competencia folclórica del Festival del Huaso de Olmué se convierte en poseedor de un Guitarpín de Oro y un premio monetario.
| Título                      | Intérprete(s)                          | Lugar     |
| --------------------------- | -------------------------------------- | --------- |
| "Del Ñielol vienen bajando" | Miguel Ángel Pellao y Grupo Kantarauco | Ganador   |
| "Cantor de velorio"         | Horacio Hernández                      | 2.° Lugar |
| "Fecundidad"                | Marcela Moreira y la Bandurria         | 3.° Lugar |
| "Tan solo un cantor"        | Sergio Veas y los Cuatro Vientos       | 4.° Lugar |
| "Por 50 años de Gloria"     | Los Huasos Corraleros de Santiago      | Eliminado |
| "Mar y Tierra"              | Poulette Santis Olivares               | Eliminado |
| "Magico encuentro"          | Ankaly                                 | Eliminado |
| "Mi niño se ha enamorado"   | Huasos del camino                      | Eliminado |

### Jurado
- Pascuala Ilabaca
- René Naranjo
- Carlos Justiniano
- Carolina Arregui
- Ignacio Gutiérrez

## Audiencia
Noche más vista.
     Noche menos vista.
| Noche | Día     | Fecha               | Horario       | Índice de audiencia | Puesto diario |
| ----- | ------- | ------------------- | ------------- | ------------------- | ------------- |
| 1     | Jueves  | 17 de enero de 2019 | 22:00 - 02:24 | 13,7                | Séptimo       |
| 2     | Viernes | 18 de enero de 2019 | 22:01 - 02:22 | 15,2                | Tercero       |
| 3     | Sábado  | 19 de enero de 2019 | 22:01 - 02:34 | 16,8                | Primero       |
| 4     | Domingo | 20 de enero de 2019 | 22:01 - 01:58 | 18,7                | Primero       |